# Јаковица
Јаковица (словен. Jakovica) је насељено место у општини Логатец, Средњесловенска регија, Словенија.

## Историја
До територијалне реорганизације у Словенији била је у саставу старе општине Логатец.

## Становништво
У попису становништва из 2011. године, Јаковица је имала 77 становника.
| Број становника према пописима | Број становника према пописима | Број становника према пописима |
| ------------------------------ | ------------------------------ | ------------------------------ |
| 1991                           | 2002                           | 2011                           |
| 61                             | 80                             | 77                             |

## Галерија
- река Уница и пејзаж Планинског поља
- понор реке Унице